# 正源寺 (瑞浪市)
正源寺（しょうげんじ）は、岐阜県瑞浪市土岐町一日市場にある臨済宗妙心寺派の聖澤門派の寺院。山号は天徳山。

## 歴史
承応2年(1653年)または、明暦2年（1656年）、加茂郡細目村の大仙寺九世の寶鑑の法弟である堅室祖益が開山し、以降は聖澤門派の法系として続いている。
古くは天徳屋敷地内にあり、また里伝では、中世に土岐氏によって創建された天徳寺の境内にあたるとされ、前身であったと考えられるが詳細は不明である。
承応年間の過去帳が残っている。
平成18年(2006年)に現在の本堂が落慶した。
なお、中央自動車道の瑞浪天徳バスストップが近くに位置している。

## 境内

### 石幢
石幢（せきどう）には、単製と複製の二つの形状がある。
単製は多角形の柱（幢身）に笠を載せる簡素な形状、複製は多角形の竿を立て、その上に幢身・笠などを載せる、灯篭に似た形状である。
また、竿には「延宝四天」の文字が彫られており、延宝4年（1676年）の造立であることが知られる。
日本においては鎌倉時代から造立され、室町時代からは六地蔵信仰と結びついて、六地蔵を彫刻する石幢が多く造られた。
境内に立てられているこの石幢は、高さ約211cm、花崗岩を用いた複製の石幢で、六角形の石幢の各面には1体の地蔵菩薩が浮彫りされている。
かつて葬場の入口に立てられていたものを境内に移動したといわれることから、死者の供養や慰霊のために造立したものとみられ、当時の六地蔵信仰の浸透を示している。
昭和58年(1983年)1月21日、瑞浪市の有形文化財に指定された。

### 三十三観音石像
墓地の脇に、沢山の観音がまとめて並べられており、この中に三十三観音石像が雑然と並べられている。この中に高遠石工の守屋貞治の作品によく似た地蔵があると言われているが、年代的にかなりばらつきがあり、どれが貞治作なのかは不明である。
この他に石工名は無いが、泉州石工の作品が幾つか並んでいる。東濃地方には、泉州石工と高遠石工の作品が多く残っている。
泉州石工による石仏の特徴は、①年代が相対的に古い、②彫が丁寧で細部まで緻密、③舟形光背の場合、彫が深くて頭部は丸彫りに近い、④舟形の裏の処理が丁寧で厚みがある⑤足場の幅が広くて、足もきちんと彫られている。等である。

## 関連リンク
- 天徳山　正源寺　瑞浪市観光協会
- 正源寺石幢　瑞浪市役所